# Epione affiniaria
Epione affiniaria là một loài bướm đêm trong họ Geometridae.